# Коваріаційна матриця

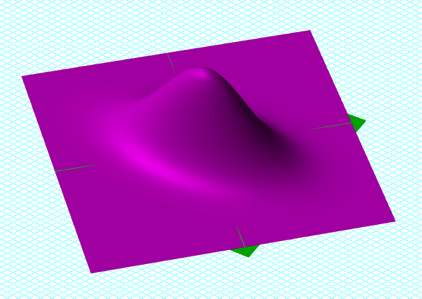
Двовимірна ґаусова функція густини ймовірності з центром в (0, 0) та коваріаційною матрицею [ 1.00, 0.50 ; 0.50, 1.00 ].

Точки вибірки з багатовимірного нормального розподілу зі стандартним відхиленням 3 у приблизно ліво-верхньому прямому напрямку та 1 у перпендикулярному напрямку. Оскільки складові x та y мають коваріацію, дисперсії x та y описують цей розподіл не повністю. Необхідна коваріаційна матриця 2×2; напрямки стрілок відповідають власним векторам цієї матриці коваріації, а їхні довжини — квадратним кореням власних значень.

Коваріаційна матриця (або коваріаційна таблиця) в теорії ймовірностей — це квадратна матриця, яка складена з попарних коваріацій і дисперсій двох або більше випадкових величин.

## Визначення
- нехай {\displaystyle \mathbf {X} :\Omega \to \mathbb {R} ^{n}}, {\displaystyle \mathbf {Y} :\Omega \to \mathbb {R} ^{m}} — два випадкових вектора розмірності {\displaystyle n} і {\displaystyle m} відповідно. Нехай також випадкові величини {\displaystyle X_{i},Y_{j},\;i=1,\ldots ,n,\;j=1,\ldots ,m} мають скінченний другий момент, тобто {\displaystyle X_{i},Y_{j}\in L^{2}}. Тоді матрицею коваріації {\displaystyle \mathbf {X} ,\mathbf {Y} } називається

{\displaystyle \Sigma =\mathrm {cov} (\mathbf {X} ,\mathbf {Y} )=\mathbb {E} \left[(\mathbf {X} -\mathbb {E} \mathbf {X} )(\mathbf {Y} -\mathbb {E} \mathbf {Y} )^{\top }\right],}
тобто
{\displaystyle \Sigma =(\sigma _{ij})},
де
{\displaystyle \sigma _{ij}=\mathrm {cov} (X_{i},Y_{j})\equiv \mathbb {E} \left[(X_{i}-\mathbb {E} X_{i})(Y_{j}-\mathbb {E} Y_{j})\right],\;i=1,\ldots ,n,\;j=1,\ldots ,m},
{\displaystyle \mathbb {E} } — Математичне сподівання.
- Якщо {\displaystyle \mathbf {X} \equiv \mathbf {Y} }, то {\displaystyle \Sigma } називається матрицею коваріації вектора {\displaystyle \mathbf {X} } і позначається {\displaystyle \mathrm {cov} (\mathbf {X} )}. Така матриця коваріацій є узагальненням дисперсії для багатовимірної випадкової величини, а її слід — скалярним виразом дисперсії багатовимірної випадкової величини. Власні вектори і власні значення цієї матриці дозволяють оцінити розміри і форму хмари розподілу випадкової величини, апроксимувавши її еліпсоїдом (або еліпсом у двовимірному випадку) .

### Зауваження
- Цей термін має також інші значення. Наприклад, матрицею коваріації називається матриця, складена з попарних коваріацій різних елементів одного випадкового вектора.

## Властивості
- Скорочена формула для обчислення матриці коваріації:

{\displaystyle \mathrm {cov} (\mathbf {X} )=\mathbb {E} \left[\mathbf {X} \mathbf {X} ^{\top }\right]-\mathbb {E} [\mathbf {X} ]\cdot \mathbb {E} \left[\mathbf {X} ^{\top }\right]}.
- Матриця коваріації випадкового вектора невід'ємно визначена:

{\displaystyle \mathrm {cov} (\mathbf {X} )\geq 0}.
- Зміна масштабу:

{\displaystyle \mathrm {cov} \left(\mathbf {a} ^{\top }\mathbf {X} \right)=\mathbf {a} ^{\top }\mathrm {cov} (\mathbf {X} )\mathbf {a} ,\;\forall \mathbf {a} \in \mathbb {R} ^{n}}.
- Якщо випадкові вектори {\displaystyle \mathbf {X} } і {\displaystyle \mathbf {Y} } некорельовані ({\displaystyle \mathrm {cov} (\mathbf {X} ,\mathbf {Y} )=\mathbf {0} }), то

{\displaystyle \mathrm {cov} (\mathbf {X} +\mathbf {Y} )=\mathrm {cov} (\mathbf {X} )+\mathrm {cov} (\mathbf {Y} )}.
- Матриця коваріації афінного перетворення:

{\displaystyle \mathrm {cov} \left(\mathbf {A} \mathbf {X} +\mathbf {b} \right)=\mathbf {A} \mathrm {cov} (\mathbf {X} )\mathbf {A} ^{\top }},
де {\displaystyle \mathbf {A} } — довільна матриця розмірності {\displaystyle n\times n}, а {\displaystyle \mathbf {b} \in \mathbb {R} ^{n}}.
- Перестановка аргументів:

{\displaystyle \mathrm {cov} (\mathbf {X} ,\mathbf {Y} )=\mathrm {cov} (\mathbf {Y} ,\mathbf {X} )^{\top }}
- Матриця коваріації адитивна за кожним аргументом:

{\displaystyle \mathrm {cov} (\mathbf {X} _{1}+\mathbf {X} _{2},\mathbf {Y} )=\mathrm {cov} (\mathbf {X} _{1},\mathbf {Y} )+\mathrm {cov} (\mathbf {X} _{2},\mathbf {Y} )},
{\displaystyle \mathrm {cov} (\mathbf {X} ,\mathbf {Y} _{1}+\mathbf {Y} _{2})=\mathrm {cov} (\mathbf {X} ,\mathbf {Y} _{1})+\mathrm {cov} (\mathbf {X} ,\mathbf {Y} _{2})}.
- Якщо {\displaystyle \mathbf {X} } і {\displaystyle \mathbf {Y} } незалежні, то

{\displaystyle \mathrm {cov} (\mathbf {X} ,\mathbf {Y} )=\mathbf {0} }.